# Algo incorrecto
Algo incorrecto es una película dramática argentina de 2022 dirigida por Susana Nieri que está basada en hechos reales. Narra la historia de una mujer que decide denunciar a un juez por abuso sexual infantil, mientras que otra mujer busca la protección del mismo juez. Está protagonizada por Eleonora Wexler, César Bordón, Maru Cesanelli y Stella Maris Matute. La película se estrenó el 6 de octubre de 2022 en las salas de cines de Argentina.

## Sinopsis
Victoria es una trabajadora social que, luego de muchos años, decide regresar a Mar del Plata para denunciar al juez García Avellaneda por un abuso sexual infantil cometido contra su hermana. Por otra lado, Rosario, la hija del juez, también vuelve a la ciudad con sus dos hijas para buscar la protección de su padre. Sin embargo, durante una convocatoria por los derechos de las mujeres, Rosario y Victoria cruzarán sus caminos que cambiará para siempre el rumbo de sus historias.

## Reparto
- Eleonora Wexler como Rosario García Avellaneda
- César Bordón como Evaristo García Avellaneda
- Maru Cesanelli como Victoria
- Stella Maris Matute como Esposa de Evaristo

## Recepción

### Comentarios de la crítica
En el sitio web Todas las críticas, la película tiene aprobación del 56% basado en 6 reseñas. Juan Pablo Russo de Escribiendo cine calificó al filme con un 6, diciendo que «Nieri construye un relato clásico y donde Eleonora Wexler vuelve a demostrar una potencia interpretativa». Por su parte, Matías Frega de Cine argentino hoy describió que la película «no busca innovar cinematográficamente, su producción es austera, simple», pero que su camino es visibilizar la problemática.
En una reseña para Lúdico News, Marcelo Cafferata escribió que «la composición de Wexler es lo más destacado de la nueva película de Nieri y vuelve a demostrar que es una de las actrices más notables de la actualidad que puede modificar su registro». Por otra parte, Leny Pereiro de Pantalla partida destacó que la cinta cuenta «con muy buena fotografía y actuaciones a la altura, entre las que se destaca Eleonora Wexler».

### Premios y nominaciones
| Lista de premios y nominaciones | Lista de premios y nominaciones | Lista de premios y nominaciones | Lista de premios y nominaciones | Lista de premios y nominaciones | Lista de premios y nominaciones |
| Año                             | Organización                    | Categoría                       | Nominado/a(s)                   | Resultado                       | Ref(s)                          |
| ------------------------------- | ------------------------------- | ------------------------------- | ------------------------------- | ------------------------------- | ------------------------------- |
| 2022                            | Festival La Mujer y el Cine     | Premio Lahaye Media             | Algo incorrecto                 | Ganador                         | [ 10 ]                          |
| 2023                            | Premios Cóndor de Plata         | Mejor actriz                    | Eleonora Wexler                 | Nominada                        | [ 11 ]                          |